# Cangshan (Yunnan)
Pour les articles homonymes, voir Cangshan.
Les monts de Cangshan (chinois simplifié : 苍山 ; chinois traditionnel : 蒼山 ; pinyin : Cángshān) ou Diancang Shan (点苍山) ou encore ou Cang Shan, forment une chaîne montagneuse située dans le Sud-Ouest de la Chine, dans la région de Xinan et la province de Yunnan, immédiatement à l'ouest de la ville de Dali et du lac Erhai.
Son plus haut sommet est le pic de Malong, culminant à 4 122 m d'altitude et surplombant des versants richement arborés. La chaîne comprend dix-neuf sommets de plus de 3 500 mètres d'altitude et dix-huit petites rivières (du nord au sud) :
- sommets : Yunnong feng 云弄峰, Canglang feng 沧浪峰, Wutai feng 五台峰, Lianhua feng 莲花峰, Baiyun feng 白云峰, Heyun feng 鹤云峰, Sanyang feng 三阳峰, Lanfeng feng 兰峰峰, Xueren feng 雪人峰, Yingle feng 应乐峰, Guandi feng 观音峰, Zhonghe feng 中和峰, Longquan feng 龙泉峰, Yuju feng 玉局峰, Malong feng 马龙峰, Shengying feng 圣应峰, Foxiang feng 佛顶峰, Ma'er feng 马耳峰, Xieyang feng 斜阳峰 ;
- rivières : Xiayi xi 霞移溪, Wanhua xi 万花溪, Yangxi xi 阳溪溪, Mangyong xi 芒涌溪, Jin xi 锦溪, Lingquan xi 灵泉溪, Baishi xi 白石溪, Shuangyuan xi 双鸳溪, Yinxian xi 隐仙溪, Mei xi 梅溪, Tao xi 桃溪, Zhong xi 中溪, Lüyu xi 绿玉溪, Long xi 龙溪, Qingbi xi 清碧溪, Mocan xi 莫残溪, Tingying xi 葶萤溪, Yangnan xi 阳南溪.

La chaîne montagneuse est réputée pour la diversité de sa flore. Celle-ci a été notamment documentée par le missionnaire français Pierre Jean Marie Delavay dès 1882. Pilea peperomioides est endémique de la région.

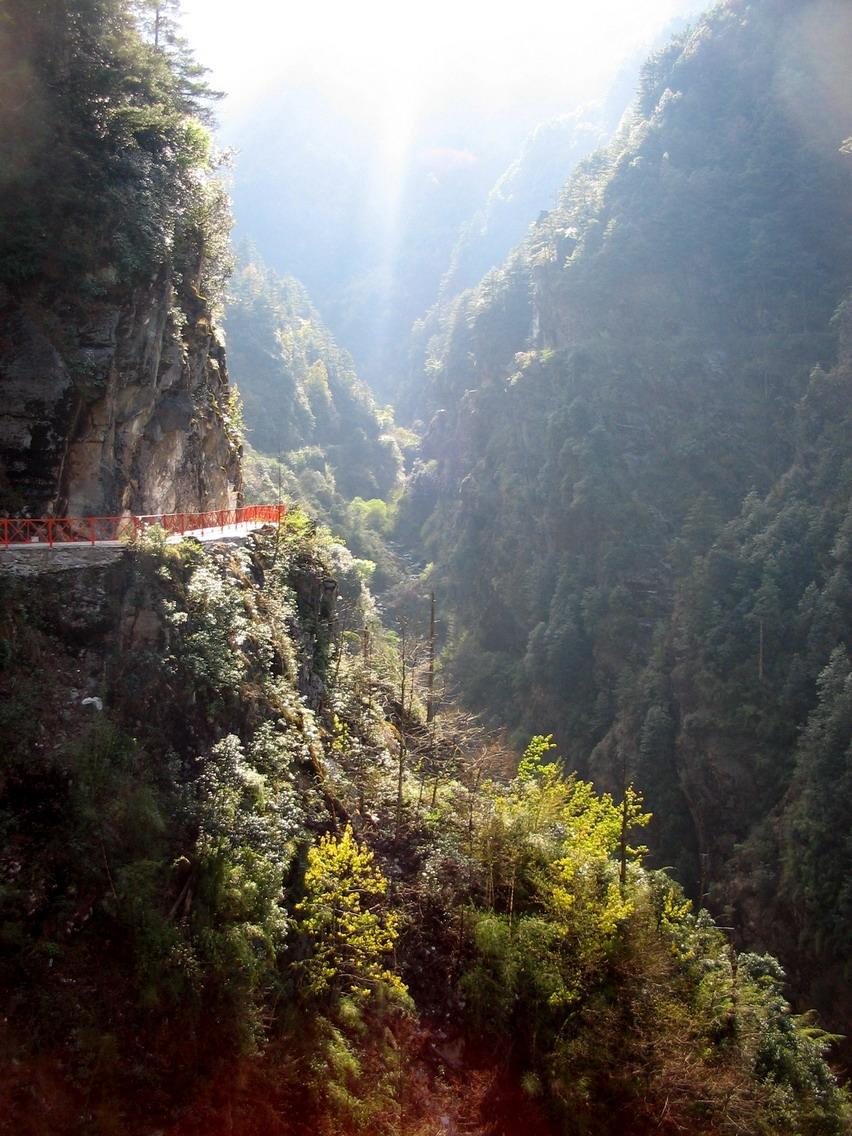
Vue des monts de Cangshan et d'une portion septentrionale de la route du Nuage de Jade.